# Dragan Kovačević (giocatore di football americano)
Dragan Kovačević (...) è un giocatore di football americano serbo, che gioca nel ruolo di offensive lineman per i Banat Bulls.